# غوتفريد كيلر (عالم نبات)
غوتفريد كيلر (و. 1873 – 1945 م) هو عالم نبات، وسياسي، وسحلبية، وقانوني، ورسام توضيحي سويسري، ولد في زوفينجين، توفي في أراو، عن عمر يناهز 72 عاماً.

## مناصب
تولى منصب عضو مجلس الولايات السويسري
- رئيس مجلس الولايات السويسري  [لغات أخرى]‏

.